# Reinhard Gust
Reinhard Gust, né le 10 avril 1950 à Rostock, est un rameur d'aviron est-allemand. C'est le mari de la rameuse Sabine Jahn.
Il remporte la médaille d'or en huit aux Championnats du monde d'aviron 1970, la médaille d'argent en huit aux Championnats d'Europe d'aviron 1971, la médaille d'argent en quatre barré aux Jeux olympiques d'été de 1972 et la médaille d'argent en quatre barré aux Championnats d'Europe d'aviron 1973.